# Albano (Località Miralago)
Albano (Località Miralago) este o arie protejată (arie specială de conservare — SAC, sit de importanță comunitară — SCI) din Italia întinsă pe o suprafață de 45 ha, integral pe uscat.

## Localizare
Centrul sitului Albano (Località Miralago) este situat la coordonatele 41°44′11″N 12°39′45″E / 41.736389°N 12.6625°E.

## Înființare
Situl Albano (Località Miralago) a fost declarat sit de importanță comunitară în iunie 1995 pentru a proteja un număr necunoscut de specii din flora spontană și fauna sălbatică aflate în arealul zonei. Situl a fost protejat și ca arie specială de conservare în decembrie 2016.

## Biodiversitate
Situată în ecoregiunea mediteraneană, aria protejată conține 1 habitat natural: Păduri de Castanea sativa.
La baza desemnării sitului se află un număr nedeclarat de specii protejate.
Pe lângă speciile protejate, pe teritoriul sitului au mai fost identificate 1 specie de plante.